# Ignacije Szentmartony
Ignacije Szentmartony (Kotoriba, 28. listopada 1718. ‒ Belica kraj Čakovca 15. travnja 1793.), hrvatski katolički svećenik, isusovac, matematičar, astronom, misionar i istraživač.
Različiti su zapisi njegova imena: Samartoni, Semartori.

## Djelovanje
Bio je jedan od najučenijih matematičara i astronoma tadašnje Austrijske pokrajine Družbe Isusove, prvi hrvatski istraživač Amazone. Nakon gimnazije pridružio se isusovačkomu redu u Beču 1735. godine. U Portugal je došao 1751, gdje je imenovan kraljevskim matematičarem i astronomom pa je radio na preuređenju granica kolonijâ u Južnoj Americi. Misionar Lorenz Kaulen izradio je na temelju Szentmartonyjevih mjerenja kartu pokrajine Maragnon (područje tadašnjih država Maranhăo, Pará i Amazonas) pod naslovom Mappa Viceprovinciae Societatis Iesu Maragnonii anno MDCCLIII concinnata. Karta bakrorez, veličine 17×47,5 cm, a potječe iz 1753. Izvornik se čuva u Knjižnici Évora u Portugalu, a kopija je objavljena u S. Leite: Historia da Companhia de Jesus no Brasil, T. IV, Lisboa-Rio de Janeiro, 1943. Od 1754. do 1756. Szentmartony je sudjelovao u ekspediciji tokovima Amazone i Rio Negra. Na temelju njegovih opažanja, inženjeri Schwebel i Sturm 1755. izradili su temeljnu kartu poriječja Amazone i Rio Negra Mappa Geographico dos Rios. Ta je karta bila vrhunac tadašnjeg kartografskog prikaza riječnog toka, sa svim detaljima o riječnim otočićima, pritocima i priobalnim naseljima. Na karti je posebno istaknuto da je izrađena prema astronomskim opažanjima Ignacija Szentmartonyja. Kopiju prema izvorniku je izradio Miguel Vieira Perreira 1862. u Brazilu, veličine je 28×172 cm, čuva se u Mapateca del Ministerio de Guerra, Rio de Janeiro. Objavljena je u M. C. de Mendonca: A Amazõnia na era Pombalina, T. II, Rio de Janeiro, 1963. U Knjižnici Évora čuva se i Mapa da Ilha do Maranhăo iz 1757. koja odražava kompetentnu izmjeru "što ju je izveo misionar isusovac" koji je ostao anoniman. Prema S. Daveau (1997), karta se značajno ne razlikuje od tradicionalnih plovidbenih karata, jer prikazuje otoke, male zaljeve, susjedne rijeke i obalne detalje važne za plovidbu od Săo Luisa. Međutim, obalna crta nije više nacrtana shematski, nego je realistična koliko je to moguće obzirom na mjerilo (1:230 000). Osim toga, karta sadrži niz napomena o različitim oblicima ljudske djelatnosti na otoku i kopnu (crkve, tvornice, rudnici soli, putevi). Prema S. Daveau (1997), ta je karta lijepi rani primjerak uravnotežene regijske kartografije. Moguće je pretpostaviti da je izrađena prema Szentmartonyjevim mjerenjima. Nakon neuspjeha ekspedicije, ostao je kao misionar u naselju Ibyrajuba pokraj Paráa. Zbog lošeg postupanja kolonista prema domaćem stanovništvu, digao je svoj glas protiv toga, zbog čega je bio sankcioniran. Godine 1760. deportiran je s ostalim prognanim isusovcima (progon isusovaca) i niz godina proveo je u tamnici u tvrđavi Săo Julitao da Barra pokraj Lisabona i u Azeitaou. O tom razdoblju njegova života najbolje svjedoči dnevnik njegova kolege iz zatvora i misionara Anselma Eckarta pod naslovom Historia persecutionis Societatis Iesu in Lusitania (Povijest progonstva družbe Isusove u Portugalu). Oslobođen je 1777. zauzimanjem carice Marije Terezije. Vrativši se u domovinu, živio je u Varaždinu.
Bilo je nagađanja o tom da je autor anonimno objavljene slovnice Einleitung zur kroatischen Sprachlehre für Teutschen, za koju se pretpostavlja da je objavljena u Varaždinu 1783. godine, no njegovo je eventualno autorstvo danas isključeno.

## Vanjske poveznice
- Einleitung zur kroatischen Sprachlehre für Teutsche (1783.)

Ovaj tekst je objavljen s dopuštenjem autora knjige  u skolpu nastave na Geodetskom fakultetu